# Oxydia incolorata
Oxydia incolorata là một loài bướm đêm trong họ Geometridae.